# Johannes Bollmann
Johannes Bollmann (* 3. September 1873 in Bremen; † 29. März 1944 in Gröpelingen) war ein deutscher Jurist und Bremer Finanzpräsident.

## Biografie
Bollmann war der Sohn eines Bremer Kaufmanns. Er absolvierte das Alte Gymnasium und studierte dann Rechtswissenschaften an der Universität Tübingen, der Universität Leipzig und der Universität Göttingen. Als Tübinger Student schloss er sich im Wintersemester 1892/93 der Akademischen Verbindung Igel zu Tübingen an. Er promovierte zum Dr. jur. Nach seiner Referendarzeit war er von 1900 bis 1907 Rechtsanwalt und dann Richter. Im Ersten Weltkrieg diente er als Kriegsgerichtsrat und war später in der Verwaltung tätig. 1918 wurde er Präsident der Bremer Steuerdirektion. 1938 erfolgte seine Pensionierung. Von 1939 bis 1941 wurde er im Zweiten Weltkrieg von seinem Nachfolger Hans Nessenius für die Bremer Steuerverwaltung reaktiviert. Seine Kommentare und Schriften zum bremischen Staatsrecht von 1904, 1914 und 1918 sind heute noch von Bedeutung.

## Werke
- Die Lehre von der Ebenbürtigkeit in deutschen Fürstenhäusern bei Joh. Stephan Pütter und John. Jakob Moser, und ihre Bedeutung für das heutige Recht. Diss. iur. Göttingen 1897 (Digitalisat)
- Bremisches Staats- und Verwaltungsrecht. Bremen 1904.
- Konzessionen und Monopole in den deutschen Schutzgebieten, ein Rechtsgutachten. 1905.
- Das Staatsrecht der Freien Hansestädte Bremen und Lübeck. In: Das öffentliche Recht der Gegenwart, Band 27. J.C.B. Mohr, Tübingen 1914.